# Hara-Seghira-Synagoge

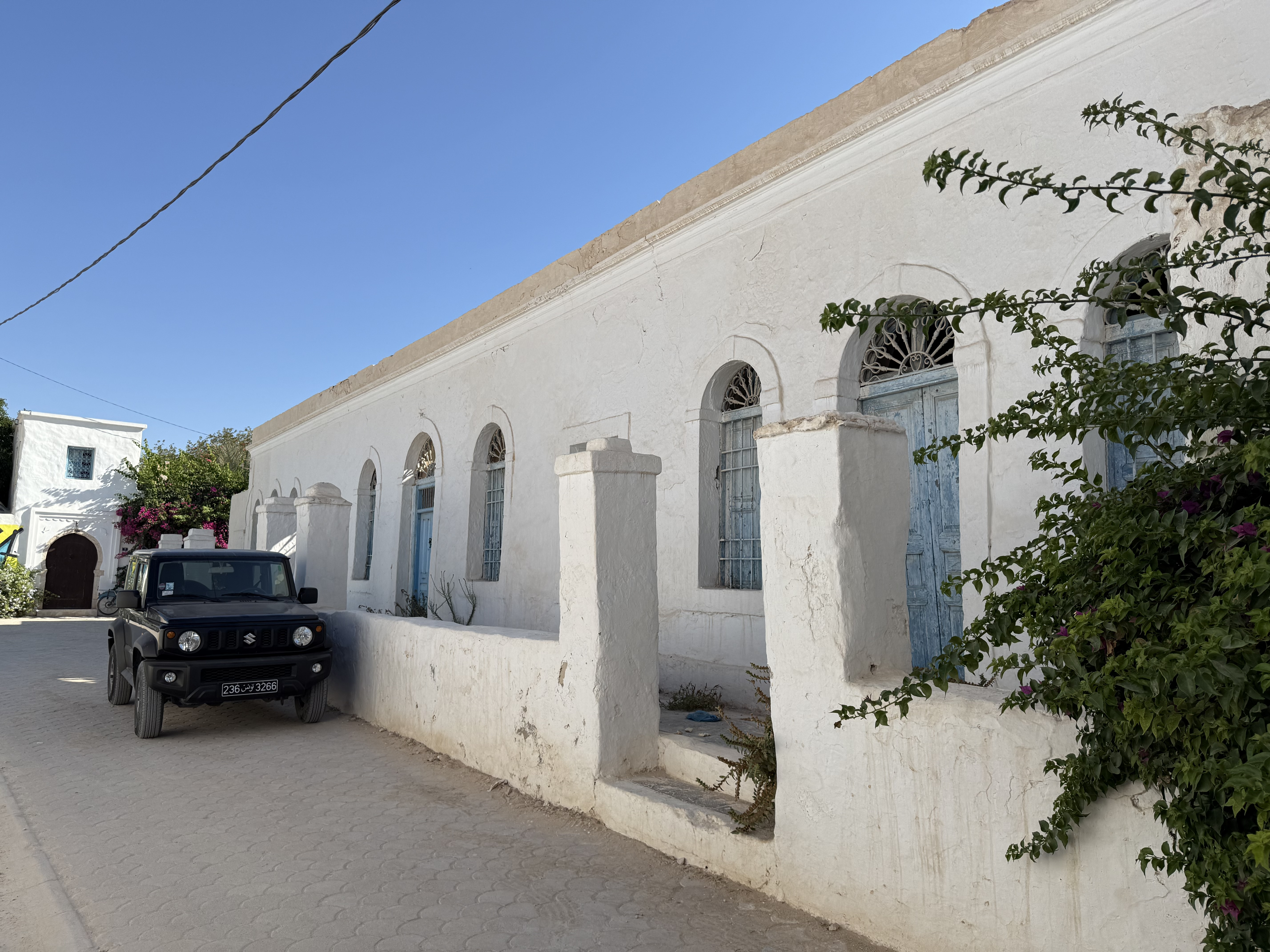
Hara-Seghira-Synagoge, 2025

Die Hara-Seghira-Synagoge auf Djerba, einer Insel an der Ostküste Tunesiens, wurde in den 1930er Jahren errichtet. Die profanierte Synagoge im Dorf Er-Riadh, einige Kilometer südwestlich von Houmt Souk, war das Gotteshaus der sephardischen Gemeinde. Das Gebäude steht seit Jahren leer und verkommt zusehends.

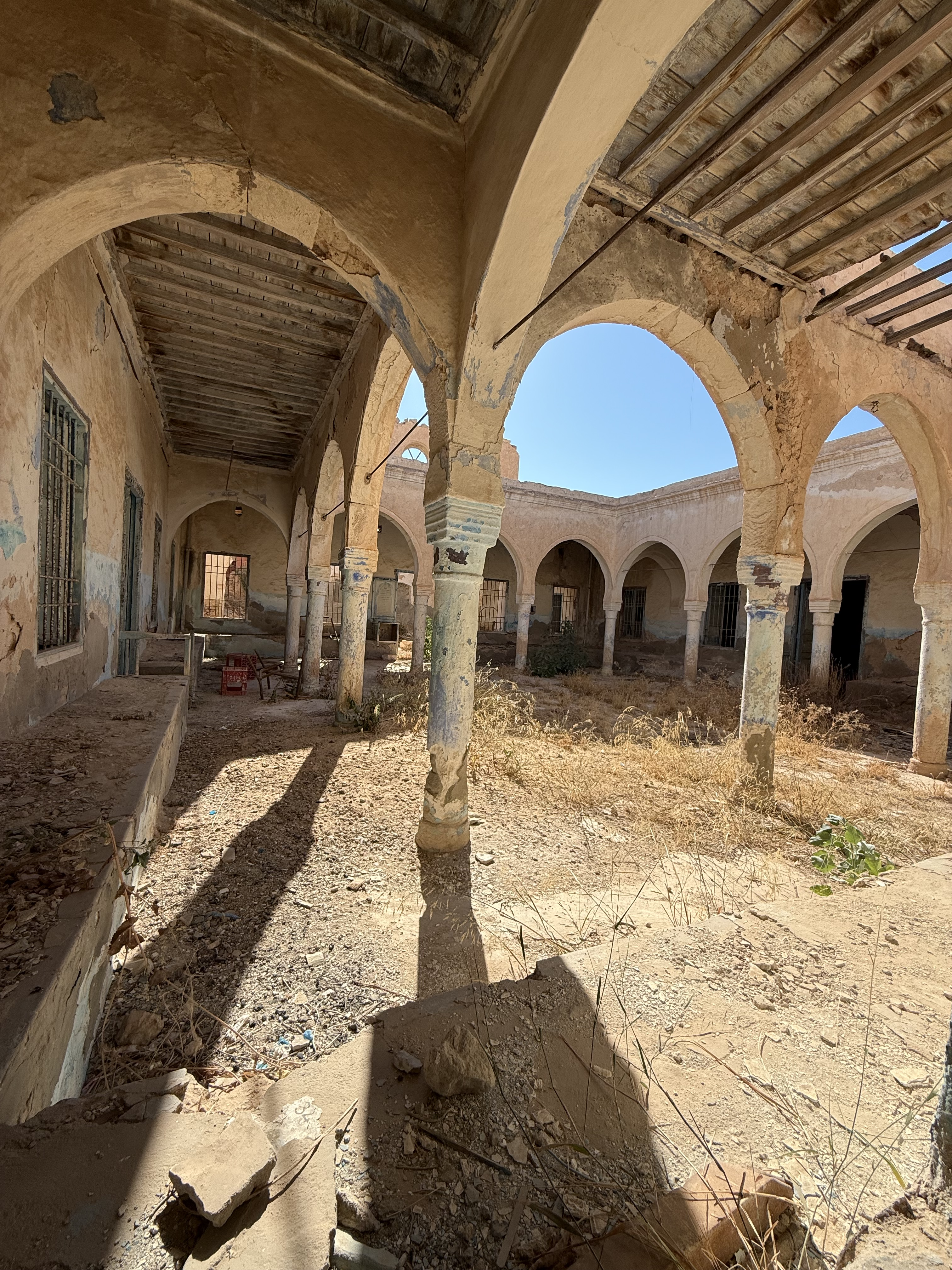
Innenhof